# Шов строительных конструкций
Швы строительных конструкций — специальное конструктивное разделение в строительстве одной цельной строительной конструкции — здания или сооружения — сложной геометрической или очень вытянутой формы на несколько простых строительных конструкций по высоте или длине, частично или полностью — от фундаментов до крыши включительно. Создание швов в строительных конструкциях вызвано тем, что колебания температуры, неравномерная осадка отдельных частей конструкций, усадка бетона (в бетонных и железобетонных сооружениях), крен и раскачивание от внешних воздействий зданий и сооружений (ветер, сейсмика и т. д.) вызывают появление трещин, что приводит в дальнейшем к сильным деформациям конструкций и их разрушению.
Разделяют следующие виды швов:
- Деформационный шов — запланированный разрыв в строительных конструкциях.
- Температурный шов — обеспечивает возможность каждому элементу конструкций свободно удлиняться, укорачиваться или перемещаться по отношению к другому при сильных перепадах температуры, например, при проектировании печей, каминов и др.
- Сейсмический шов (или сейсмошов) — обеспечивает возможность каждому элементу конструкций свободно перемещаться по отношению к другому при раскачивании отдельных конструкций зданий в разные стороны, не деформируя и не разрушая всё сооружение в целом.
- Осадочный шов — служит для уменьшения или предотвращения возникновения сдвиговых напряжений вследствие различных осадок.
- Рабочий шов — создаётся, когда при возведении здания или сооружения необходим технологический перерыв производства строительных конструкций.
- Ложный шов — создаётся для скрытия рабочих швов, например, создаётся общий фон со специальным узором в полах или на фасадах.

Обычно строительные швы располагаются на расстоянии 15-120 метров друг от друга в зависимости от величины колебаний температуры, давления воды или ветра, типа грунтов, объема материала и конструктивных типов зданий и сооружений.
Часто конструктивные строительные швы объединяют в один, например, в температурно-деформационный шов.